# Регіональні електричні мережі
ДП «Регіональні електричні мережі» — державна компанія зі штаб-квартирою в місті Київ, яка займається розподіленням, транспортуванням та постачанням електроенергії промисловим підприємствам важкої та видобувної промисловості, передусім вугільної.

## Історія
Компанія створена у 2003 році як ДП «Укренерговугілля» відповідно до Наказу Міністерства палива та енергетики України від 13.02.03 № 83 на базі діючого підприємства ПСЕМ «Донецьквугілля». У 2007 році підприємство реорганізовано у відкрите акціонерне товариство «Укренерговугілля», однак вже у 2008 році знову реорганізоване у державне підприємство. У 2009 році компанія перейменована на ДП «Регіональні електричні мережі».

## Структура
До структури ДП «Регіональні електричні мережі» входять:
- Апарат управління (центр — Київ);
- Західна філія (центр — Нововолинськ);
- Східна філія (центр — Мирноград);